# ادی عقاب ادواردز
مایکل "ادی" ادواردز (به انگلیسی: Michael "Eddie" Edwards) مشهور به ادی عقاب (به انگلیسی: Eddie the Eagle) (زاده ۵ دسامبر ۱۹۶۳)، با نام مستعار "ادی عقاب" اسکی باز اهل بریتانیا می‌باشد که در سال ۱۹۸۸ برای اولین بار بعد از سال ۱۹۲۹ به نمایندگی از بریتانیا در رشته اسکی پرش در المپیک زمستانی کلگری کانادا شرکت کرد. ادی در اسکی پرش المپیک زمستانی ۱۹۸۸ با سرعت آماتور ۱۰۶٬۸ مایل در ساعت معادل ۱۷۱٬۹ کیلومتر بر ساعت نهم و رکورددار اسکی پرش بریتانیا شد. ادی عقاب در اسکی پرش ۷۰ متری و اسکی پرش ۹۰ متری آخر شد اما رکورد بریتانیا را نیز به دست آورد و ماتی نوکانن فنلاندی معروف به فنلاندی با رکورد ۱۱۸٬۵ متر قهرمان اسکی پرش کلگری شد.
وی رکورد جهانی شیرین کاری پریدن با اسکی برای پریدن از روی۶۱ اتوبوس را در کارنامه‌اش دارد.